# Hunze en Aa
Het waterschap Hunze en Aa werd in 1995 gevormd uit een fusie van het Groningse waterschap Gorecht en de Drentse schappen  Drentse Aa en Oostermoerse Vaart. Het verenigde daarmee alle gronden die afwaterden via het Eemskanaal. Het waterschap omvatte 72.000 hectare.
Het waterschap werd genoemd naar de twee belangrijkste rivieren in het gebied, de Drentsche Aa en de Hunze of Oostermoersevaart.
In 2000 ging het waterschap op in dat met bijna dezelfde naam: Hunze en Aa's.
Het waterschap was gevestigd in het poortgebouw van de Adolf van Nassaukazerne van Zuidlaren.